# Malick Touré
Malick Touré (Bamako, Malí; 22 de septiembre de 1995 – 11 de septiembre de 2024) fue un futbolista maliense que jugó en la posición de extremo.

## Carrera

### Club
| Periodo   | Club             | Apariciones | Goles |
| --------- | ---------------- | ----------- | ----- |
| 2011–2013 | Djoliba AC       | 0           | 0     |
| 2013–2016 | Club Africain    | 27          | 1     |
| 2016–2017 | EO Sidi Bouzid   | 0           | 0     |
| 2017–2018 | US Biskra        | 8           | 1     |
| 2018–2019 | MO Béjaïa        | 27          | 5     |
| 2019–2021 | ES Sétif         | 12          | 3     |
| 2021-2022 | Ghazl El-Mehalla | 17          | 0     |

### Selección nacional
Touré jugó con Malí en la Copa Mundial de Fútbol Sub-20 de 2015 en Nueva Zelanda, donde jugó seis partidos, donde fue titular en la victoria por 2–0 ante México, pero en los otros cinco partidos entró de cambio, donde Malí terminó en tercer lugar.

## Logros
- CLP-1 (1): 2014/15.[5]

## Muerte
Malick Touré murió de un ataque al corazón el 11 de septiembre de 2024, a la edad de 28 años.